# Encalypta cucullata
Encalypta cucullata är en insektsart som beskrevs av Ludwig Redtenbacher 1891. Encalypta cucullata ingår i släktet Encalypta och familjen vårtbitare. Inga underarter finns listade i Catalogue of Life.